# Grant Green
Grant Green (Saint Louis, 1935. június 6. – New York, 1979. január 31.) amerikai dzsesszgitáros, dalszerző.

## Pályakép
Apja felváltva hol munkás, hol rendőr volt Saint Louisban.
Először tizenhárom évesen lépett fel közönség előtt gospelegyüttes tagjaként. Charlie Christian, Charlie Parker, Lester Young és Jimmy Raney hatása alatt előbb boogie-woogie-t, majd a dzsesszt játszott.
Első felvételei Jimmy Forrest szaxofonossal és a dobos Elvin Jonesszal St. Louisban a jelentek meg a United kiadónál.
1959–ben New Yorkba költözött. Az 1960-as évek közepén több albuma is megjelent.

## Lemezei
- 1961: First Session
- 1961: Grant's First Stand
- 1961: Reaching Out
- 1961: Green Street
- 1961: Sunday Mornin'
- 1961: Grantstand
- 1961: Remembering
- 1961: Gooden's Corner
- 1962: Nigeria
- 1962: Oleo
- 1962: Born to Be Blue
- 1962: The Latin Bit
- 1962: Goin' West
- 1962: Feelin' the Spirit
- 1963: Blues for Lou
- 1963: Am I Blue?
- 1963: Idle Moments
- 1964: Matador
- 1964: Solid
- 1964: Talkin' About!
- 1964: Street of Dreams
- 1965: I Want to Hold Your Hand
- 1965: His Majesty King Funk
- 1967: Iron City
- 1969: Carryin' On
- 1970: Green Is Beautiful
- 1970: Alive!
- 1971: Live at Club Mozambique
- 1971: Visions
- 1971: Shades of Green
- 1971: The Final Comedown
- 1972: Live at The Lighthouse
- 1976: The Main Attraction
- 1978: Easy